# 鄭怡琳
鄭怡琳（1994年6月8日—），臺灣女歌手，曾當直播主、街頭歌手。

## 簡歷
鄭怡琳 她曾當過直播主，後成為街頭歌手。
2022年11月發行個人首張單曲《別叫我相信》，2023年1月自導自演的自創單曲《步履蹣跚的一個人》，2024年6月發行單曲《都是愛》，同年10月曾在Instagram限時動態宣布引退，不確定復出之期。

## 音樂作品

### 單曲
- 2022年6月《小小星光》
- 2022年11月《別叫我相信》
- 2023年1月《步履蹣跚的一個人》
- 2024年6月《都是愛》
- 2024年11月《我還想愛》

## 演唱會
| 年度   | 日期   | 名稱                       | 地點                   |
| ------ | ------ | -------------------------- | ---------------------- |
| 2024年 | 6月1日 | 《歡迎光琳生日首場演唱會》 | 臺北市後台咖啡         |
| 2024年 | 6月8日 | 《歡迎光琳生日首場演唱會》 | 台中市搖滾音樂教室     |
| 2025年 | 6月7日 | 《與琳相遇2025生日演唱會》 | 台中華燈市多功能展演廳 |

## 外部連結
- 鄭怡琳 琳琳(Lynn)的Facebook專頁
- 鄭怡琳的Instagram帳戶